# Anton Ulrich von Dyhrn und Schönau
Anton Ulrich Freiherr von Dyhrn und Schönau (* 20. Februar 1704 in Gimmel, bei Oels; † 1768 in Dyhernfurth bei Breslau) war Hofmarschall des Fürstentums Oels und nach 1742 preußischer Kammerherr sowie Grundbesitzer in Niederschlesien.

## Familie
Anton Ulrich wurde als Sohn des Freiherrn Hans Georg von Dyhrn-Schönau und seiner zweiten Frau Ursula Posadowsky von Postelwitz geboren. Er hatte etwa 15 Geschwister.
Freiherr von Dyhrn war mit Sophie Karoline Freiin von Krausen (* 17. November 1722; † 20. April 1793) verheiratet. Sie war eine Großgrundbesitzerin hannover-bayerischer Herkunft. Aus dieser Ehe gingen drei Kinder hervor:
- Rudolphine Wilhelmine Charlotte (1743–1802) ⚭ Graf Erdmann Gustav Henckel von Donnersmarck (* 18. März 1732; † 27. November 1805), Eltern von Carl Lazarus Henckel von Donnersmarck
- Antoinette Louise Gräfin Hoym (22. Dezember 1745; † 8. September 1820), preußische Unternehmerin und eine der reichsten Frauen des Königreichs Preußen sowie vor ihr schon ihre Mutter Sophie Karoline ⚭ Karl Georg von Hoym (* 20. August 1739; † 22. Oktober 1807), preußischer Staatsmann
- Wilhelm Karl Graf von Dyhrn, Freiherr zu Schönau (1749–1813), preußischer Diplomat und Minister